# The Victim (film 1917)
The Victim è un film muto del 1917 diretto da Joseph Levering.
Tratto dal romanzo A Victim to the Seal of Confession di Joseph Spillman (con il nome Rev. Joseph Spillman), il film ebbe la supervisione di Condé B. Pallen e di Ludwig G.B. Erb (con il nome Ludwig Erb).

## Produzione
Il film fu prodotto dalla Catholic Art Association ed Erbograph Co.

## Distribuzione
Il copyright del film, richiesto dalla The Catholic Art Assn., fu registrato il 6 dicembre 1917 con il numero LP11788.
Prodotto nel 1917, il film venne presentato nel dicembre di quell'anno in una versione di nove rulli all'Aeolian Hall di New York. Sembra che la pellicola non venisse più proiettata o distribuita subito dopo quella prima. 
Nel settembre 1920, la C.B.C. Film Sales Corp. ne annunciò la distribuzione in sala. Jack Cohen fu assunto per rimontare la pellicola in una versione di sei rulli.